# アビオインペックス航空110便墜落事故
アビオインペックス航空110便墜落事故（アビオインペックスこうくう110びんついらくじこ）は、
1993年11月20日にアビオインペックス航空が運航するヤコヴレフYak-42型機が墜落した事故である。
事故機はジュネーヴ発、マケドニア共和国のスコピエ行きの旅客便であった。スコピエ空港が悪天候のため代替空港のオフリド空港へ着陸しようとしていたところ、空港近くの山岳地帯に墜落し、最終的に乗客乗員全員の116人全員が死亡した。

## 事故当日のアビオインペックス航空110便
アビオインペックス航空の110便（以下「AXX110便」と表記）は、スイスのジュネーヴ発、マケドニア共和国のスコピエ行きのチャーター旅客便であった。機材は旧ソ連製のヤコヴレフYak-42型機で、エンジンを3発備えたジェット旅客機であった。事故便には乗員8人、乗客108人が搭乗していた。
乗客の8割はユーゴスラビア連邦共和国市民であり、そのうちの大半がアルバニア人で残りはマケドニア人とされる。4人の運航乗務員はロシア人で、客室乗務員4人はマケドニア人だった。乗客には、スコピエへ赴任予定だった国際連合難民高等弁務官事務所の職員もいた。

## 事故の経過
スコピエ空港が吹雪のためダイバート先としてスコピエから南西へ約110キロメートルのオフリド空港へ向かっていた。事故が起きたのは現地時刻で1993年11月20日の深夜だった。オフリド空港周辺は曇りで雲底高度は3,000フィート（約1,000メートル）、視程は約8キロメートルあった。
AXX110便は、滑走路02へのVORとDMEを用いた計器進入の許可を得て進入していたものの、適正な高度より2,300フィート（約700メートル）高くなり、パイロットは着陸復行を行うこととした。
着陸復行中に、パイロットはVORの信号を受信できていないと管制官に無線連絡した。さらに、パイロットは滑走路の灯火も見えなくなったとも通報した。この時、管制官はAXX110便を安全な進路に誘導できず、最終的に当該機を見失ってしまった。
まもなくして事故機の対地接近警報装置の警報が鳴り、その7秒後に山に衝突した。衝突地点はオフリド空港から約2キロメートル東にあるトロヤーニ山の標高1,500メートル付近で、衝突後150から200メートルほど滑り落ちて炎上した。
マケドニアに駐留していた国際連合保護軍も参加した救助活動は険しい地形と雪のため難航した。唯一救助された乗客1名が病院に搬送されたが、重体であり12月2日に死亡した。搭乗者116人全員が死亡した。

## 事故原因
マケドニアの事故調査当局は、パイロットが空港周辺の飛行経路（トラフィックパターン）から逸脱し、山岳地帯へ針路をとったことが事故原因であると結論づけた。その要因として、事故当時スコピエ空港のVORが機能しておらず、パイロットが自機の正しい位置を把握できないまま計器進入を開始したことが挙げられている。そのほかにロシアの検事は、交信時にパイロットがロシア語と英語を使用していたのに対し、航空交通管制官がマケドニア語を使用していたため意思疎通ができていなかった点を主張した。

## 事故の余波
マケドニアでは、AXX110便の事故を含めて16か月に3件の航空事故が発生していた。
マケドニアでは航空便が急増していたが、民間航空を専門に管轄する当局は存在していなかった。航空機の運航許可などは都市計画・土木・通信・環境を担当する機関の大臣が扱っていた。この担当大臣は、本事故を受けて辞職している。事故後マケドニアのパイロット協会は、オフリド空港やスコピエ空港の設備が老朽化して適切に機能していないことや、政府の安全標準が不十分であることなどを非難した。
2018年2月現在、この事故はマケドニアで最大の死者数を伴う航空事故である。